# Trident Studios
A Trident stúdió zenei stúdió London Soho nevű kerületében. 1967-ben építtette Barry és Norman Sheffield. Az első jelentősebb itt felvett sláger a Manfred Mann My Name Is Jack című dala volt 1968 márciusában. Az első fontosabb album Lou Reed Transformer (1972) című lemeze volt, aaminek David Bowie volt a producere. Bowie később maga is több albumát itt vette fel, beleértve a híres Ziggy Stardust és Aladdin Sane albumokat. Rick Wakeman akkoriban a stúdió házi billentyűse volt, így több híres Bowie-dalban közreműködött.
A stúdió mindig úttörő volt a modern technikai berendezések használatában: elsőként alkalmaztak 8 sávos felvevőt, és Dolby technológiát. A 8 sávos felvevő miatt a Beatles itt vette fel a Hey Jude című dalát, mivel az Abbey Roadban akkor még csak 4 sávos technológia volt. Később a Fehér album több dalát itt vették fel, és az Apple Records művészei dolgoztak itt, a Beatles feloszlása után pedig George Harrison és Paul McCartney is vettek itt fel albumokat.
A stúdió vezetői kezdték el menedzselni a Queen együttest 1971-ben, itt vették fel az együttes első albumait. A Queen és a vezetőség között rossz volt a viszony, és 1975-ben fel is bontották a szerződésüket. Az együttes Death on Two Legs című dala a stúdió egyik alapítójáról, Norman Sheffieldről szól.

## Külső hivatkozások
- https://web.archive.org/web/20140810051046/http://www.themarqueeclub.net/trident-studios
- https://web.archive.org/web/20110208100430/http://tridentarange.com/